# Рыбаков, Михаил Иванович
Михаил Иванович Рыбаков (1856 — не ранее 1916) — рабочий железнодорожных мастерских, крестьянин, депутат Государственной думы Российской империи I созыва от Оренбургской губернии.

## Биография
Православный по вероисповеданию. Из крестьян. Жил в селе Верхне-Авзяно-Петровский завод Верхнеуральского уезда Оренбургской губернии. Получил начальное образование. В течение 20 лет был рабочим в железнодорожных мастерских (по другим сведениям, на железоделательном заводе). На последующие 10 лет вернулся к занятиям сельским хозяйством. Был противником бойкота выборов в Думу. Сочувствуя социал-демократической партии, считал, что она сделала ошибку, отказавшись от выборов.

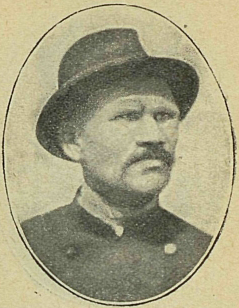
М. И. Рыбаков, 1906 г.

20 апреля 1906 года был избран в Государственную думу I созыва от общего состава выборщиков Оренбургского губернского избирательного собрания. Входил в Трудовую группу. Поставил свою подпись под заявлением об образовании комиссии по расследованию преступлений должностных лиц и заявлением об образовании местных аграрных комитетов.
Дальнейшая судьба и дата смерти неизвестны.